# Solífugs
Els solífugs (Solifugae) constitueixen un ordre d'aràcnids que conté unes 1.100 espècies descrites repartides en uns 153 gèneres. Solen ser depredadors nocturns i són especialment abundants en climes àrids. Malgrat el seu aspecte amenaçador, no tenen verí i, per tant, són inofensius. També són anomenats en alguns llocs "escorpins del vent", "aranyes del sol" o, a Panamà, "aranyes camell".

## Característiques
De la mateixa manera que les aranyes, el cos dels solífugs té dos tagmes, un opistosoma (abdomen) darrere el prosoma (que és, en efecte, la combinació del cap amb el tòrax). A l'extrem anterior, el prosoma presenta dos quelícers que, en moltes espècies, són conspícuament grans. Els quelícers serveixen com a mandíbules i en moltes espècies també s'utilitzen per a l'estridulació. A diferència dels escorpins, els solífugs no tenen un tercer tagma que formi una «cua».

## Història natural
La majoria d'espècies de solífugs viuen a climes àrids i s'alimenten de manera oportunista d'artròpodes i altres petits animals que viuen a terra. L'espècie més grossa arriba a mesurar 12–15 cm, incloent les potes. Hi ha nombroses llegendes urbanes que exageren la mida i la velocitat dels solífugs, i la seva perillositat pels humans, que és insignificant.

## Taxonomia
Hi ha unes 1.100 espècies catalogades, repartides en 12 famílies:
- Família Ammotrechidae, 83 espècies de Sud-amèrica i Mesoamèrica.
- Família Ceromidae, 20 espècies d'Àfrica meridional.
- Família Daesiidae, 177 espècies del Con Sud, Àfrica i el Sud-oest d'Àsia. També del sud de Europa.  Gluvia dorsalis , l'única espècie ibèrica, s'enquadra aquí.
- Família Eremobatidae, 187 espècies del Sud-oest de l'Amèrica del Nord.
- Família Galeodidae, 200 espècies d'Àfrica i l'oest àrid d'Àsia.
- Família Gylippidae, 25 espècies del Sud-oest d'Àsia i Àfrica meridional.
- Família Hexisopodidae, 25 espècies de l'Àfrica meridional.
- Família Karschiidae, 40 espècies d'Àfrica septentrional, Orient Mitjà i Àsia central.
- Família Melanoblossidae, 15 espècies en Sud-àfrica i Namíbia i una a Indonèsia i el Vietnam.
- Família Mummuciidae, 18 espècies de Sud-amèrica.
- Família Rhagodidae, 98 espècies de Medi Orient fins a l'Índia i Àfrica septentrional i oriental.
- Família Solpugidae, 23 espècies, totes africanes.